# ほにゃらら
ほにゃららは、伏字を読むときに使う言葉。韜晦語 （とうかいご）。意味のない名前が必要な場合に使われる。伏字に○や×などの記号が使われる場合、記号の読み方として「ほにゃらら」が充てられる。

## 概要
同様の言葉に「チョメチョメ、ペケペケ」などがある。
サンプルなどで、仮の名前や架空の名前を充てる場合にも利用される（例: ほにゃらら商事）。
同様の言葉に「ナントカ、なんちゃら、うんぱぱ」などがある。
「レッツ! ホニャララ!!」は、テレビ番組「世界一受けたい授業」で校長役堺正章お馴染みの台詞になっている。

## 語源
ホンダラ行進曲の「ホンダラッタ」とする説もあるが、クイズ番組「ぴったし カン・カン」で、司会の久米宏が問題を読み上げる際に正解の言葉を伏せるときに使った言葉が広まったとされる。その後「クイズ!年の差なんて」でも使用された。